# Aslı Demir
Aslı Demir (ur. 1 września 1999) – turecka zapaśniczka startująca w stylu wolnym. Zajęła ósme miejsce na mistrzostwach świata w 2021. Piąta na mistrzostwach Europy w 2019. Piąta w indywidualnym Pucharze Świata w 2020. Brązowa medalistka igrzysk solidarności islamskiej w 2021. 
Trzecia na ME juniorów w 2018. Trzecia na MŚ U-23 w 2021 i druga na ME U-23 w 2022 roku.